# Castelvecchio (meteorite)
Castelvecchio è un meteorite caduto nel 1986 nella Valleriana tra Castelvecchio e Lanciole, nel comune di Pescia e Piteglio, in Toscana. La caduta fu avvistata da Mario Goiorani che nel 2015 è riuscito a recuperare l'oggetto con l'aiuto di un boscaiolo. Un frammento del campione è stato analizzato da Vanni Moggi Cecchi e Giovanni Pratesi del Museo di Storia Naturale dell'Università di Firenze e da Stefano Caporali del Dipartimento di Chimica dell'Università degli Studi di Firenze che ne hanno confermato la natura meteoritica. La Meteoritical Society l'ha approvata con il nome di Castelvecchio, meteorite metallica appartenente al gruppo IIAB. Il campione tipo è in deposito presso il Museo di Storia Naturale dell'Università di Firenze.